# Cosso Cornélio Lêntulo (cônsul em 60)
Cosso Cornélio Lêntulo (em latim: Cossus Cornelius Lentulus) foi um senador romano da gente Cornélia eleito cônsul em 60 com o imperador Nero. Era filho de Cosso Cornélio Lêntulo, cônsul em 25. Tácito o menciona em "Anais".